# Lakerveld
Lakerveld (51° 57′ N, 5° 01′ L) é uma cidade dos Países Baixos, na província de Utrecht. Lakerveld pertence ao município de Vijfheerenlanden, e está situada a 9 km, a sul de IJsselstein.
A área de Lakerveld, que também inclui as partes periféricas da cidade, bem como a zona rural circundante, tem uma população estimada em 480 habitantes.